# バリエナミン
バリエナミン(Valienamine)は、アカルボースやバリダマイシン等の擬オリゴ糖の構造として見られるC-7アミノシクリトールである。アクチノプラネス属で見られる。
細菌によるバリダマイシンの分解の中間体でもある。α-グルコシダーゼ阻害剤としても作用する。